# Elyse Knox
Elyse Knox, pseudonimo di Elsie Lillian Kornbrath (Hartford, 14 dicembre 1917 – Los Angeles, 16 febbraio 2012), è stata un'attrice e modella statunitense.

## Biografia
Figlia di Minnie e Frederick Kornbrath, una coppia di austriaci immigrata negli Stati Uniti, Elyse Knox studiò alla Traphagen School Fashion a Manhattan e intraprese la carriera nel campo della moda. Alta ed elegante, posò - fra le altre - per la rivista Vogue, nella qual occasione fu notata e scritturata dalla 20th Century Fox.
Nella prima metà degli anni quaranta interpretò numerosi ruoli secondari in film quali Il romanzo di Lillian Russell (1940), La via delle stelle (1940), Sheriff of Tombstone (1941) e Avventura in montagna (1943). Il più famoso tra i pochi ruoli che interpretò da protagonista fu quello di Isobel Evans nell'horror The Mummy's Tomb (1942), prodotto dalla Universal Pictures, casa cinematografica specializzata in pellicole dell'orrore. Secondo film dedicato negli anni quaranta al personaggio della Mummia dopo The Mummy's Hand (1940), il film fu interpretato anche da Lon Chaney Jr. e Dick Foran.
Popolare pin up durante il periodo della seconda guerra mondiale, fotografata più volte per la rivista Yank, diffusa all'epoca dalla United States Military, alla fine del conflitto la Knox passò alla casa produttrice Monogram Pictures e interpretò più volte il ruolo di Anne Howe, l'innamorata del pugile Joe Palooka, personaggio reso celebre da una striscia a fumetti comica, in film quali La mischia dei forti (1946), Gentleman Joe Palooka (1946), Joe Palooka in Winner Take All (1948), e altri.
La carriera cinematografica della Knox si esaurì alla fine degli anni quaranta, dopo un'ultima apparizione nel ruolo di Claire Adamson nel musical There's a Girl in My Heart (1949), accanto a Lee Bowman.

## Vita privata
Elyse Knox sposò nel 1942 il fotografo di moda Paul Hesse ma il matrimonio terminò con il divorzio l'anno successivo. L'attrice sposò nel 1944 il giocatore di football americano Tom Harmon, dal quale ebbe tre figli, Kirstin (1945-2018), Kelly (1948) e Mark (1951), divenuto celebre attore cinematografico e televisivo, in particolare quale protagonista della serie NCIS - Unità anticrimine.
Vedova dal 1990 di Tom Harmon, Elyse Knox morì il 16 febbraio 2012, all'età di 94 anni, per cause naturali.

## Filmografia
- Il fantasma cantante (Wake Up and Live), regia di Sidney Lanfield (1937)
- Free, Blonde and 21, regia di Ricardo Cortez (1940)
- La via delle stelle (Star Dust), regia di Walter Lang (1940)
- Il romanzo di Lillian Russell (Lillian Russell), regia di Irving Cummings (1940)
- Girl in 313, regia di Ricardo Cortez (1940)
- Girl from Avenue A, regia di Otto Brower (1940)
- Yesterday's Heroes, regia di Herbert I. Leeds (1940)
- Youth Will Be Served, regia di Otto Brower (1940)
- Footlight Fever, regia di Irving Reis (1941)
- Sheriff of Tombstone, regia di Joseph Kane (1941)
- Tanks a Million, regia di Fred Guiol (1941)
- All-American Co-Ed, regia di LeRoy Prinz (1941)
- Miss Polly, regia di Fred Guiol (1941)
- Hay Foot, regia di Fred Guiol (1942)
- Top Sergeant, regia di Christy Cabanne (1942)
- The Mummy's Tomb, regia di Harold Young (1942)
- Le mille e una notte (Arabian Nights), regia di John Rawlins (1942)
- Keep 'em Slugging, regia di Christy Cabanne (1943)
- Don Winslow of the Coast Guard, regia di Lewis D. Collins e Ray Taylor (1943)
- Mister Big, regia di Charles Lamont (1943)
- Avventura in montagna (Hit the Ice), regia di Charles Lamont e, non accreditato, Erle C. Kenton (1943)
- So's Your Uncle, regia di Jean Yarbrough (1943)
- Hi, ya, Sailor, regia di Jean Yarbrough (1943)
- La nave della morte (Follow the Boys), regia di A. Edward Sutherland e, non accreditato, John Rawlins (1944)
- Moonlight and Cactus, regia di Edward F. Cline (1944)
- A Wave, a WAC and a Marine, regia di Phil Karlson (1944)
- Army Wives, regia di Phil Rosen (1944)
- La mischia dei forti (Joe Palooka, Champ), regia di Reginald Le Borg (1946)
- Gentleman Joe Palooka, regia di Cy Endfield (1946)
- L'amore a Sigma Chi (Sweetheart of Sigma Chi), regia di Jack Bernhard e, non accreditato, William Beaudine (1946)
- Sangue indiano (Black Gold), regia di Phil Karlson (1947)
- Joe Palooka in the Knockout, regia di Reginald Le Borg (1947)
- Linda Be Good, regia di Frank McDonald (1947)
- Joe Palooka in Fighting Mad, regia di Reginald Le Borg (1948)
- L'impronta dell'assassino (I Wouldn't Be in Your Shoes), regia di William Nigh (1948)
- Joe Palooka in Winner Take All, regia di Reginald Le Borg (1948)
- Forgotten Women, regia di William Beaudine (1949)
- Joe Palooka in the Counterpunch, regia di Reginald Le Borg (1949)
- There's a Girl in My Heart, regia di Arthur Dreifuss (1949)